# Western & Southern Open 2015
Das Western & Southern Open 2015 ist der Name eines Tennisturniers der WTA Tour 2015 für Damen sowie eines Tennisturniers der ATP World Tour 2015 für Herren, welche zeitgleich vom 16. bis zum 23. August 2015 in Mason, Ohio bei Cincinnati stattfanden.

## Herrenturnier
→ Qualifikation: Western & Southern Open 2015/Herren/Qualifikation

## Damenturnier
→ Qualifikation: Western & Southern Open 2015/Damen/Qualifikation